# 榄李属
榄李属（学名：Lumnitzera）是使君子科下的一个属，为灌木或乔木植物。该属共有榄李（L. racemosa）和红花榄李（L. littorea）两种，分布于东半球热带海岸。

## 物种
本属包括以下物种：
- 红榄李 Lumnitzera littorea
- 榄李 Lumnitzera racemosa